# Wyzwanie dla Polski i Europy

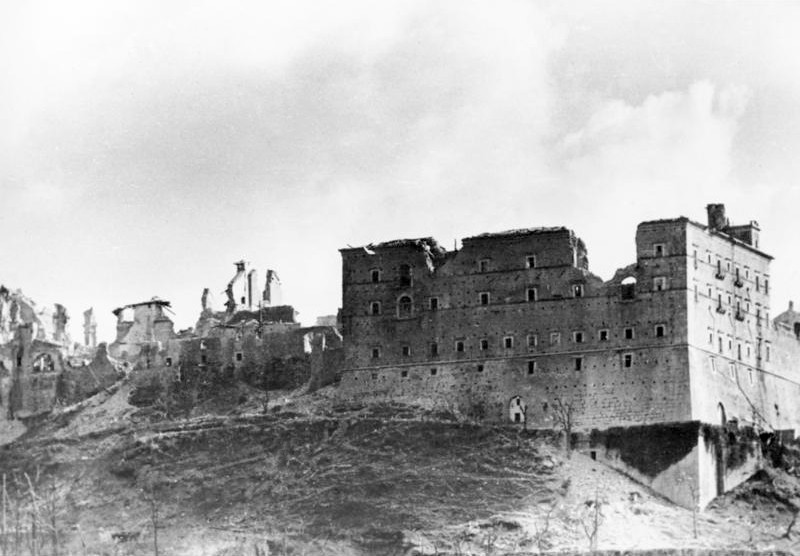
Zniszczone opactwo na Monte Cassino jest zdaniem Jana Pawła II symbolem "nowego życia dla całej Europy".

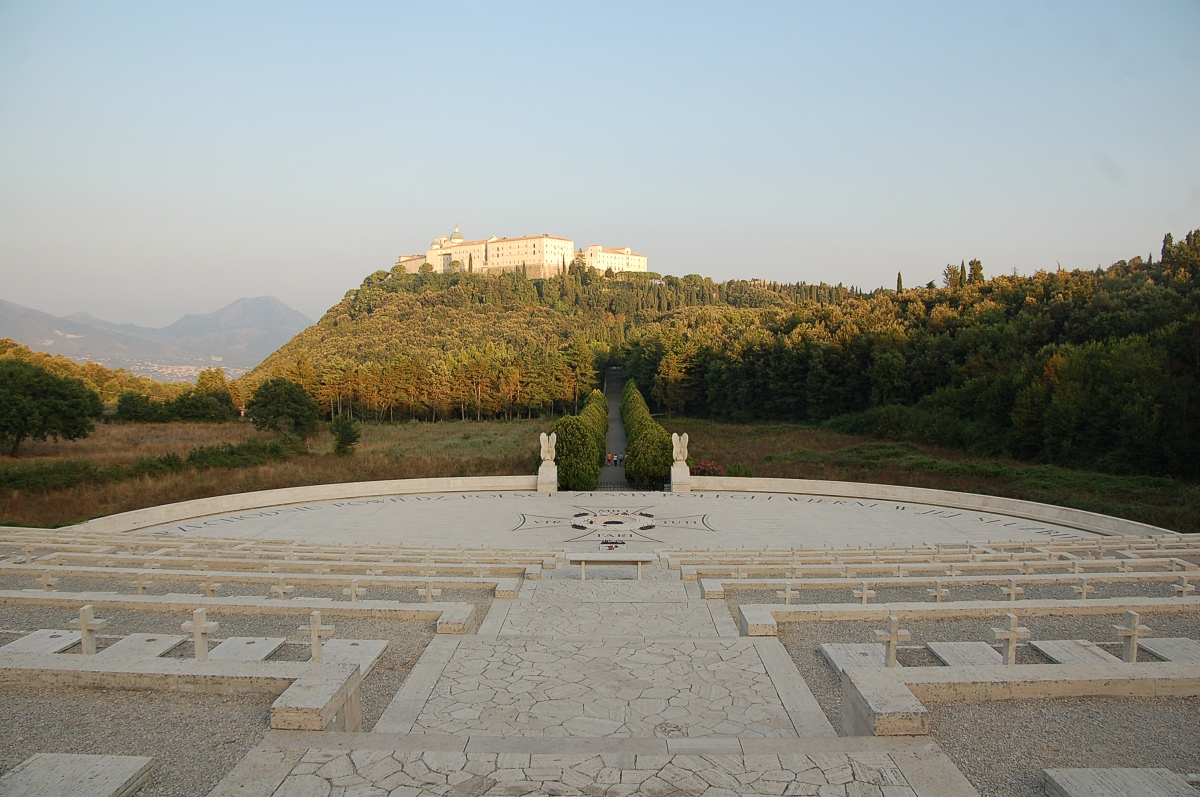
Polski Cmentarz Wojenny na Monte Cassino, na którym papież 18 maja 1994 roku wygłosił orędzie z okazji 50. rocznicy bitwy.

Wyzwanie dla Polski i Europy. Refleksje o bitwie pod Monte Cassino – zbiór przemówień i homilii Jana Pawła II z lat 1979-2004  dotyczących walki o Monte Cassino. 
Publikacja ukazała się w Rzymie staraniem Ośrodka Dokumentacji i Studium Pontyfikatu Jana Pawła II, w wyborze, opracowaniu i ze wstępem ks. Andrzeja Dobrzyńskiego, przy współpracy z Anetą Krupką i Dawidem Jungiem. Książkę opublikowano z okazji 70. rocznicy bitwy pod Monte Cassino.
Zbiór składa się z 9 tekstów i stanowi pogłębioną refleksję papieża nad historycznym i moralnym znaczeniem bitwy o Monte Cassino dla całej Europy. 
Pierwszy raz przyszły papież odwiedził polski cmentarz wiosną 1947 roku w czasie studiów doktoranckich w Rzymie. Wielokrotnie wskazywał, że większość poległych w walce żołnierzy była jego rówieśnikami, przez co w jakiś sposób czuł się z nimi wyjątkowo związany. Zdaniem autora wstępu,  papież:

Jan Paweł II nie oceniał bitwy z punktu wiedzenia strategii militarnych, lecz ukazywał znaczenie odniesionego zwycięstwa w świetle chrześcijańskiej wiary. Przypominał, że historia nie jest tylko „wielkim poligonem wydarzeń”, lecz stanowi „otwartą księgę nauki”, z której trzeba wyciągać wnioski na przyszłość. Podkreślał duchową i moralną wymowę walki o Monte Cassino. Jako świadek wiary i rzecznik ładu moralnego zwracał uwagę na potrzebę refleksji, która przemienia się w modlitwę za tych, którzy polegli, i w poczucie wdzięczności za odwagę polskich żołnierzy, ale także refleksja ta winna prowadzić do kierowania wysiłków ku zabezpieczeniu pokoju między narodami.

## Treść
- „Ofiara ich życia nie może być daremna” - przemówienie skierowane do prezesa Rady Ministrów Republiki Włoskiej, Giulio Andreottiego, wygłoszone na polskim cmentarzu 17 maja 1979 roku.[4]
- „Na śladach wielkiej bitwy” – homilia wygłoszona podczas Mszy św. z okazji 35. rocznicy bitwy o Monte Cassino, 17 maja 1979 roku.[5]
- „Żywy symbol  woli życia i suwerenności” - przemówienie w czasie audiencji generalnej skierowane do Polaków zgromadzonych w liczbie około sześciu tysięcy osób w auli Pawła VI, audiencja była częścią kilkudniowych obchodów 40. rocznicy bitwy pod Monte Cassino, 17 maja 1984 roku.[6]
- „Oto nadchodzi czas owocowania” - przemówienie w czasie audiencji generalnej skierowane do Polaków zgromadzonych w liczbie około dwóch tysięcy osób w auli Pawła VI, audiencja była częścią obchodów 45. rocznicy bitwy pod Monte Cassino, 18 maja 1989 roku.[7]
- „Polska broniła chrześcijańskiej przyszłości Europy” – Orędzie papieża z okazji 50. rocznicy bitwy o Monte Cassino, skierowane do uczestników obchodów rocznicowych zgromadzonych na polskim cmentarzu wojskowym, 18 maja 1994 roku.[8]
- „Monte Cassino w historii Polski i Europy” - przemówienie podczas audiencji generalnej na placu św. Piotra, wygłoszone z okazji 55. rocznicy bitwy o Monte Cassino, w audiencji wzięło udział ponad dwa i pół tysiąca Polaków z kraju i zagranicy, którzy dzień wcześniej uczestniczyli w obchodach rocznicowych na Monte Cassino, 19 maja 1999 roku.[9]
- „Mocny argument w zmaganiach o duchowy kształt Europy” - przemówienie z okazji 60. rocznicy bitwy, wygłoszone w czasie spotkania z prezydentem RP Aleksandrem Kwaśniewskim, który wraz z żoną i osobami towarzyszącymi przybył na spotkanie z Janem Pawłem II do prywatnej biblioteki papieskiej, 18 maja 2004 roku.[10]
- „Symbol miłości do Ojczyzny” - słowa skierowane podczas audiencji generalnej do Polaków przybyłych z okazji 60. rocznicy bitwy pod Monte Cassino, 19 maja 2004 roku.[11]
- Aneks – Karol Wojtyła, „Świadectwo służby ojczyźnie wiecznej i Polsce”, przemówienie wygłoszone podczas pielgrzymki księży, byłych więźniów obozu w Dachau, do Rzymu, wiązała się ona także z udziałem w obchodach 50-lecia święceń kapłańskich papieża Pawła VI.[12]

## Przesłanie papieskie
Dla Jana Pawła II bitwa o Monte Cassino stanowiła wciąż żywą lekcję dla przyszłych pokoleń:

W perspektywie niejako symbolicznego znaczenia nabiera mój pobyt w opactwie Monte Cassino: całkowicie zburzone w czasie wojennym i odrodzone ze swoich rumowisk, jest w dalszym ciągu dla Europy i dla świata centrum duchowości i cywilizacji.

Któż prowadził tę wojnę? Któż dokonał dzieła zniszczenia? Ludzie i narody. Była to wojna narodów europejskich związanych przecież ze sobą tradycjami wielkiej kultury: nauką i sztuką głęboko zakorzenioną w przeszłości Europy chrześcijańskiej. Ludzie i narody – to była ich wojna; i tak jak ich było zwycięstwo i klęska, tak też do nich należą skutki tego konfliktu.

Dziwnymi wyrokami Opatrzności Monte Cassino zostało uwolnione i zdobyte przez polskiego żołnierza. Była w tym zwycięstwie może jakaś prorocza misja, że tak jak krwawo walczył żołnierz polski o zdobycie klasztoru, tak też z podobnym wysiłkiem będzie zmagał się Naród, by zachować wierność chrześcijańskiej kulturze i chrześcijańskim ideałom, i że wierność ta będzie wymagała wielkiej ofiarności i poświęcenia nie mniejszego niż zdobycie klasztornego wzgórza.

W historii drugiej wojny światowej Monte Cassino stało się świadectwem całego wysiłku żołnierza polskiego. Wyraża ono daninę polskiej krwi w walce o chrześcijańskie oblicze Europy z systemem, który miłość ewangeliczną zastąpił mitem panowania, podporządkowania sobie przemocą innych, mitem opartym na nienawiści człowieka do człowieka. Żołnierz polski walczył i umierał, wierząc, że przez swoją ofiarę kładzie podwaliny pod budowę lepszego świata, świata bardziej ludzkiego. 